# Râul Bistricioara, Jiu
Râul Bistricioara este un curs de apă, al optulea afluent al râului Bistrița, aflat geografic integral în județul Gorj.

## Hărți
- Harta Munților Vâlcan Mielu.ro Arhivat în 15 iunie 2011, la Wayback Machine.